# مجیک مایک
مجیک مایک (انگلیسی: Magic Mike) فیلمی در ژانر کمدی-درام به کارگردانی استیون سودربرگ است که در سال ۲۰۱۲ منتشر شد. داستان ان درباره یک استریپر (رقاص برهنه) مرد است. داستان آن به طور کلی از زندگی چنینگ تیتوم (بازیگر نقش مجیک مایک) الهام گرفته شده‌است.

## بازیگران
- چنینگ تیتوم
- کودی هورن
- مت بامر
- اولیویا مون
- متیو مک‌کانهی
- کوین نش
- بتسی براندت
- آدام رودریگوئز
- کمرین گرایمز
- رایلی کیئو
- وندی مک‌لندن کاوی
- علی رضا کریمی